# Кыпа-Контылькы
Кыпа-Контылькы (устар. Кыпа-Хондыя) — река в России, протекает по территории Красноселькупского района Ямало-Ненецкого АО. Устье реки находится в 1004 км по левому берегу реки Таз на высоте 51 метр над уровнем моря. Длина реки составляет 42 км.
Кыпа-Контылькы протекает по таёжной местности. Притоки — Чанкылькикэ (правый), Кырашюнгилькикэ (правый).

## Данные водного реестра
По данным государственного водного реестра России относится к Нижнеобскому бассейновому округу, водохозяйственный участок реки — Таз, речной подбассейн реки — подбассейн отсутствует. Речной бассейн реки — Таз.
По данным геоинформационной системы водохозяйственного районирования территории РФ, подготовленной Федеральным агентством водных ресурсов:
- Код водного объекта в государственном водном реестре — 15050000112115300063969
- Код по гидрологической изученности (ГИ) — 115306396
- Код бассейна — 15.05.00.001
- Номер тома по ГИ — 15
- Выпуск по ГИ — 3